# نام خان
نام خان، شعبه‌ای از رود مکونگ است. 

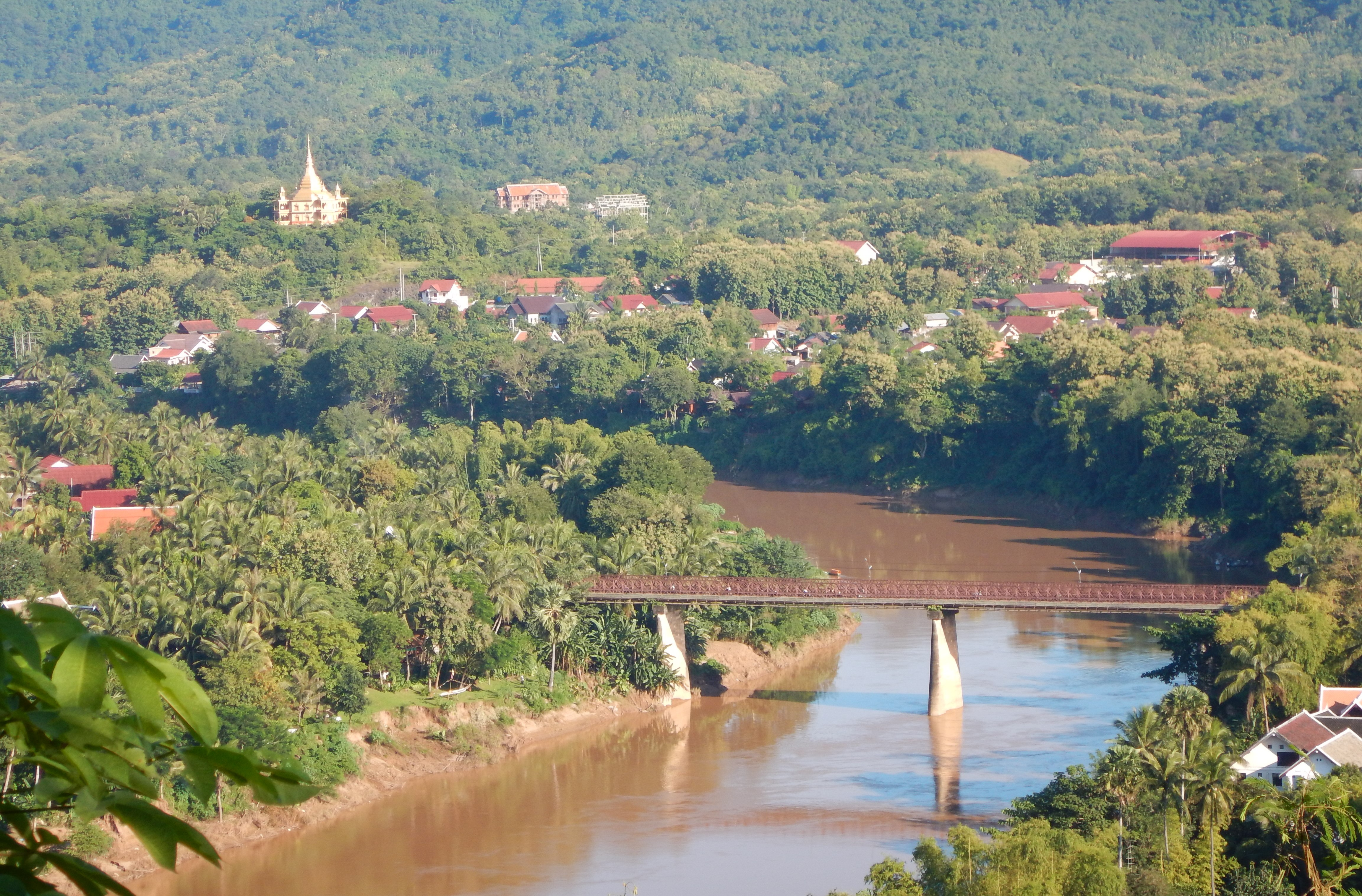
نگاره‌ای از رود نام خان.

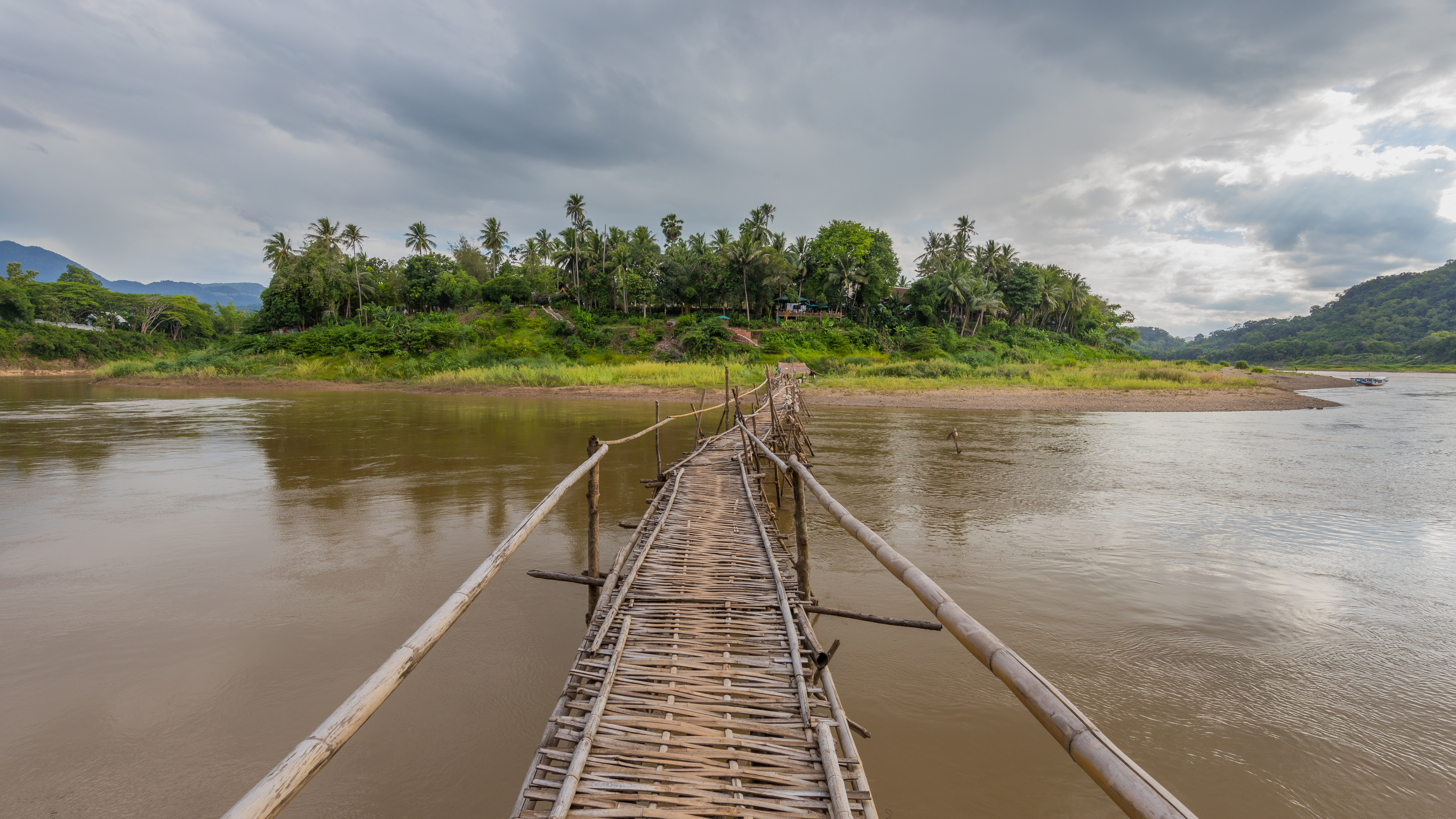
نگاره‌ای از یک پُل چوبی بر روی رود نام خان.

این رود از کوهستان‌های شمالی لائوس سرچشمه می‌گیرد و از میان شهر لوآنگ پرابانگ، لائوس می‌گذرد. این رودخانه و مناطق اطراف آن زیستگاه گونه‌های متنوعی از جانوران و گیاهان است که بخشی از اکوسیستم غنی لائوس را تشکیل می‌دهند.